# Milan Erjavec
Milan Erjavec, slovenski agronom, pedagog in publicist, * 13. oktober 1936, Borejci, † 1992.

## Življenjepis
Erjavec je leta 1960 diplomiral na ljubljanski Fakulteti za agronomijo, gozdarstvo in veterinarstvo. Po diplomi se je od leta 1961 do 1963 zaposlil kot profesor na srednji kmetijski šoli v Rakičanu. Nato je od 1963 do 1986 vodil in raziskoval selekcijo lisaste pasme govedi, vzrejo plemenskih bikov ter pitanje mladih govedi v Živinorejskem veterinarskem zavodu za Pomurje v Murski Soboti. Leta 1986 je postal docent na Višji agronomski šoli v Mariboru. Objavil je več poljudnih, strokovnih in znanstvenih razprav.